# Revilla (Segovia)
Revilla es una localidad segoviana perteneciente al municipio de Orejana, en la comunidad autónoma de Castilla y León (España). En 2021 contaba con 10 habitantes censados.

## Toponimia
En Segovia, Revilla significa ladera elevada o pequeño cerro. Su nombre deriva de ribilla, diminutivo de «ripa» que significa margen de un río u orilla.

## Geografía y demografía

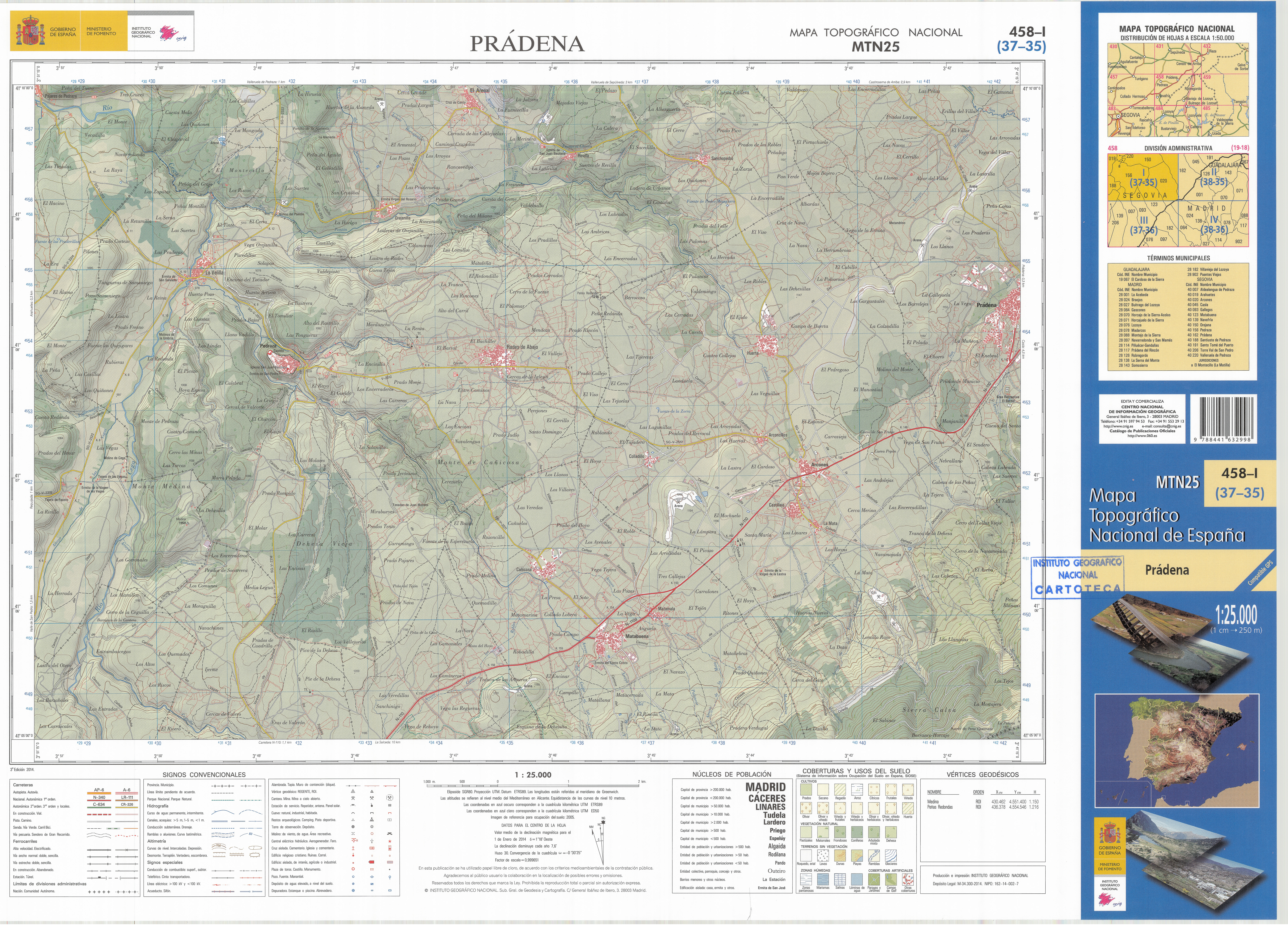
Fragmento de la hoja 458 del Mapa Topográfico Nacional de España de 2014 en el que se representa parte de Orejana

- Altitud: 1.173 m s. n. m.

| 12            | 13 | 11 | 14 | 11 | 10 | 10 | 12 | 15 | 10 | 10 | 10 |
| (Fuente: INE) |    |    |    |    |    |    |    |    |    |    |    |

## Cultura

### Patrimonio
- Destaca la Iglesia Románica de San Juan Bautista, románica del siglo XII o comienzos del XIII, está declarada Bien de Interés Cultural desde el 2 de marzo de 2000.[3]
- Ermita de María Magdalena
- Fuente del Chorro

### Fiestas
Del 19 al 22 de julio, la Virgen de la Magdalena.

### Leyendas
La localidad cuenta con una leyenda para advertir de los peligros a los niños.
Cuando los chavales de Sanchopedro bajaban a la escuela de Revilla y pasaban allí el día, después de acudir a clase y comer, por la tarde, regresaban a casa con el tiempo justo para ayudar a sus padres en las tareas del hogar como acudir a la fuente para traer agua, partir leña para la chimenea o echar de comer al ganado. Como las jornadas eran tan largas, los niños llevaban con ellos sus juguetes.
En una ocasión, una niña, al llegar a casa se dio cuenta de que se había dejado su muñeca en algún punto del camino. La niña se puso a desandar el camino para buscar su juguete y, como no regresaba, sus padres tuvieron que ir a buscarla.
Cuentan que la encontraron muerta en la bifurcación del camino y, junto a su cuerpecito, medio devorada por los lobos, estaba su muñeca. De ahí a que dicho cruce de la carrera entre Sanchopedro y La Revilla se denomine popularmente "la muñeca". También existe la variante de la leyenda en el que los lobos dejaron únicamente en dicho cruce el hueso de la muñeca de la niña.